# 21276 Feller
21276 Feller (1996 TF5) là một tiểu hành tinh vành đai chính được phát hiện ngày 8 tháng 10 năm 1996 bởi P. G. Comba ở Prescott.